# مقاطعة سيمارون (أوكلاهوما)
مقاطعة سيمارون (بالإنجليزية: Cimarron County)‏ هي إحدى مقاطعات ولاية أوكلاهوما في الولايات المتحدة الأمريكية.